# Achaearanea nigrodecorata
Achaearanea nigrodecorata là một loài nhện trong họ Theridiidae.
Loài này thuộc chi Achaearanea. Achaearanea nigrodecorata được William Joseph Rainbow miêu tả năm 1920.